# 15342 Assisi
15342 Assisi este un asteroid din centura principală de asteroizi.

## Descriere
15342 Assisi este un asteroid din centura principală de asteroizi. A fost descoperit pe 3 aprilie 1994 la Tautenburg de Freimut Börngen. El prezintă o orbită caracterizată de o semiaxă mare de 3,09 ua, o excentricitate de 0,13 și o înclinație de 1,9° în raport cu ecliptica.